# 亮斑兵鯰
亮斑兵鯰，為輻鰭魚綱鯰形目美鯰科的其中一種，為熱帶淡水魚。分布於南美洲蘇利南蘇利南河、Maroni河及法屬圭亞那Iracoubo河流域，體長可達4.5公分，棲息在底層水域，生活習性不明，可做為觀賞魚。
其种加词“nanus”意为“矮小的”。